# John Legend

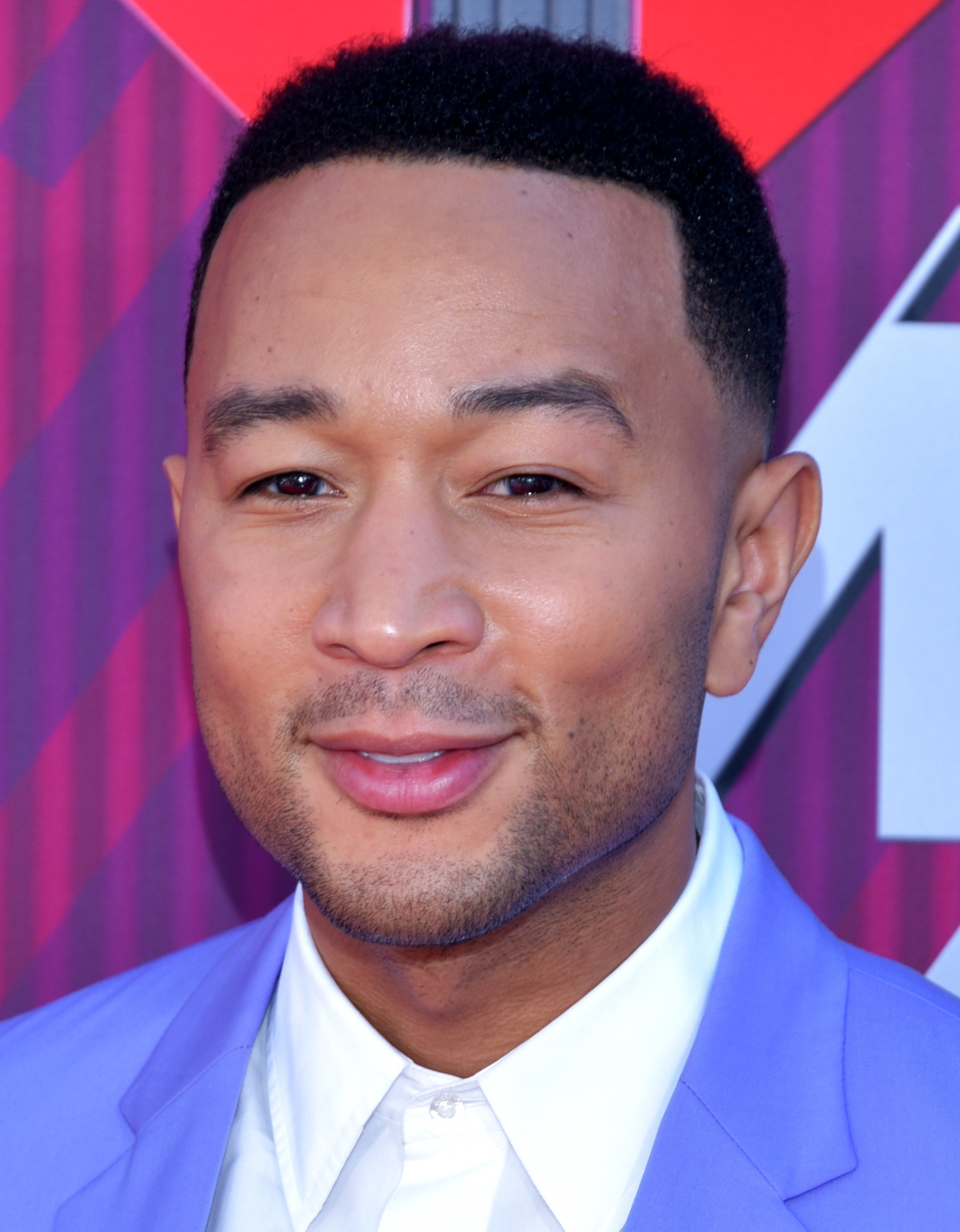
John Legend (2019)

John Legend (* 28. Dezember 1978 als John Roger Stephens in Springfield, Ohio) ist ein US-amerikanischer Pop-, R&B- und Soul-Sänger, Pianist, Songwriter sowie Schauspieler und Oscarpreisträger. John Legend gehört zu dem kleinen Kreis von Personen, die alle vier großen Preise der US-amerikanischen Unterhaltungsindustrie (EGOT) in einer regulären Wettbewerbskategorie gewinnen konnten.

## Biografie
Aufgewachsen in einer sehr musikalischen Familie, sein Bruder Vaughn Anthony Stephens ist ebenfalls Musiker, besuchte John Stephens schon sehr früh den Gospelchor der örtlichen Gemeinde. Durch ein Stipendium ergab sich die Möglichkeit, an der University of Pennsylvania Englisch zu studieren. Hier wurde er auch Chorleiter der Bethel A. M. E. Church. Es entstanden erste Kontakte zu lokalen Musikern wie Jaheim oder Musiq Soulchild. Die bedeutendste Bekanntschaft war die mit Kanye West, einem aufstrebenden Produzenten, der für Künstler wie Jay-Z oder Alicia Keys arbeitete und später ein bekannter Rapper wurde. Sie vertieften ihre Zusammenarbeit und Legend sang den Refrain in Alicia Keys’ You Don’t Know My Name. In den von Kanye West für Jay-Z produzierten Liedern Encore und Lucifer ist ein von Legend eingespieltes Klaviersample zu hören. Ohne ein Label produzierte er sein erstes Album, das sich ausschließlich in den USA gut verkaufte.

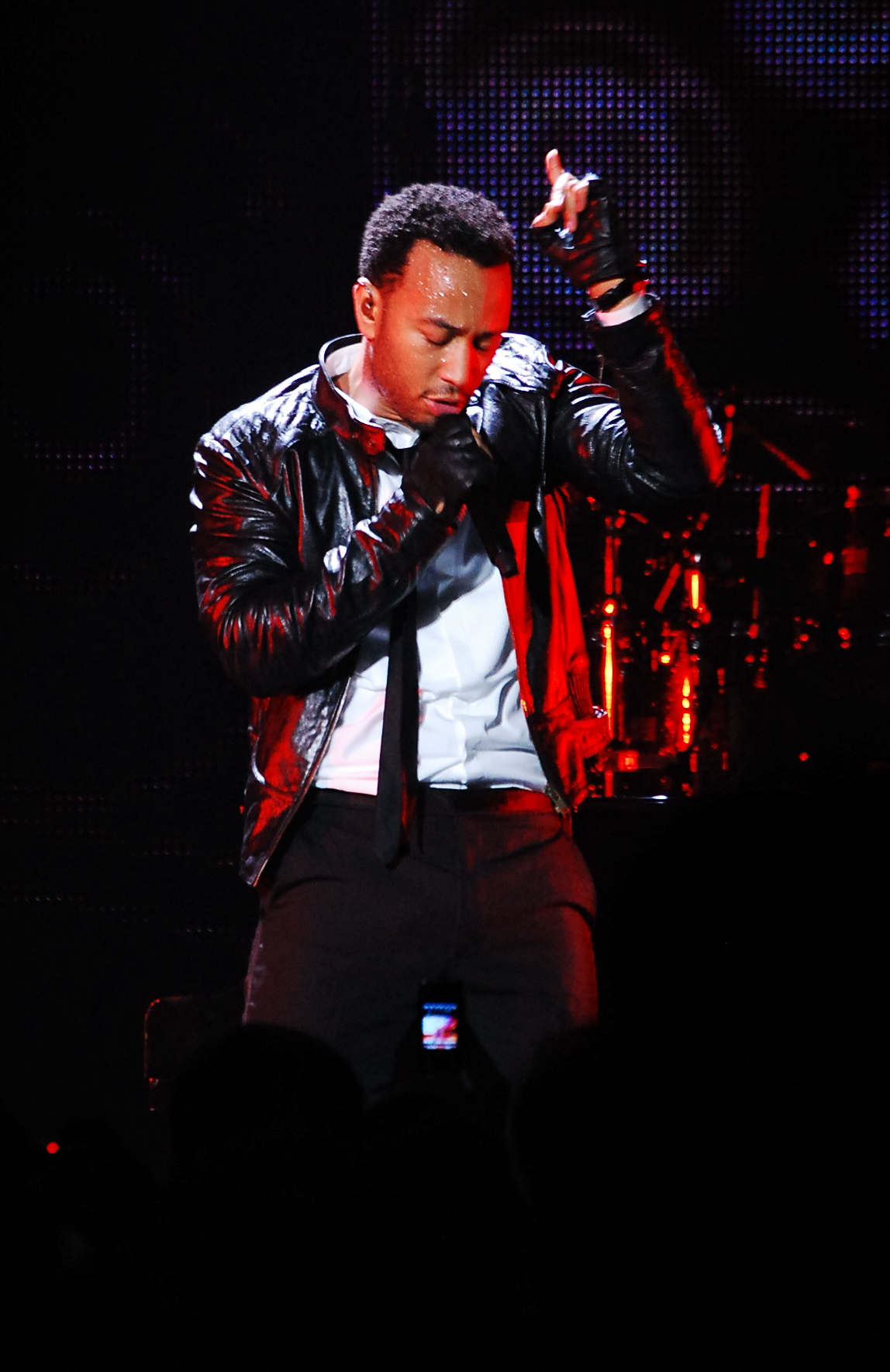
John Legend (2008)

Kanye West, der mittlerweile sein eigenes Label GOOD Music gegründet hatte, nahm Legend unter Vertrag. 2004 erschien das Album Get Lifted. Bei WrestleMania XXIV sang Legend America the Beautiful. Zudem spielte er Ende 2007 im Video zu American Boy von Estelle und Kanye West mit. Für Mike Shinodas Soloprojekt Fort Minor sang er den Refrain in High Road. Im Februar 2011 hatte er im Finale der zweiten Staffel der Dramaserie Royal Pains einen Gastauftritt. 2012 steuerte er das Lied Who Did That to You zum Quentin-Tarantino-Film Django Unchained bei. 2015 erschien ein Peter-Gabriel- und Kate-Bush-Cover des Liedes Don’t Give Up von Herbie Hancock, Pink und John Legend. 2016 erhielt er eine Rolle in dem Filmmusical La La Land. 2017 wurde er in die American Academy of Arts and Sciences gewählt. Mit Ariana Grande sang er im Duett die Titelmusik für das im Jahr 2017 erschienene Musical Die Schöne und Das Biest.
2017 war er Headliner des Nobel Peace Prize Concerts, einem Konzert zu Ehren der Gewinner des Friedensnobelpreises. 2018 gewann er einen Tony Award und gehört damit zu den wenigen Personen, die mindestens einen Emmy, einen Oscar, einen Grammy und einen Tony erhalten haben. Im Oktober 2018 wurde der Song Written in the Stars veröffentlicht, eine Kollaboration mit der südkoreanischen Sängerin Wendy von der Girlgroup Red Velvet. Das Duett soll eine Hommage an das goldene Zeitalter von Hollywood sein. Bei dem Konzert One World: Together at Home sang er zusammen mit Sam Smith Stand by Me. Anlässlich der Grammy Awards 2020 fand im Januar 2020 in Los Angeles ein Tribut-Konzert für Prince unter dem Motto „Let’s Go Crazy: The Grammy Salute to Prince“ statt, bei dem Legend Nothing Compares 2 U sang. Das Konzert wurde im April im US-Fernsehen ausgestrahlt.
Im August 2024 trat er auf dem Parteitag der Demokraten in Chicago auf und coverte mit Sheila E. den Prince-Song Let’s Go Crazy.
Seit September 2013 ist er mit Chrissy Teigen verheiratet. Das Paar hat vier Kinder.

## Diskografie
Studioalben

| Jahr | Titel Musiklabel                                 | Höchstplatzierung, Gesamtwochen, AuszeichnungChartplatzierungen (Jahr, Titel, Musiklabel, Platzierungen, Wochen, Auszeichnungen, Anmerkungen) | Höchstplatzierung, Gesamtwochen, AuszeichnungChartplatzierungen (Jahr, Titel, Musiklabel, Platzierungen, Wochen, Auszeichnungen, Anmerkungen) | Höchstplatzierung, Gesamtwochen, AuszeichnungChartplatzierungen (Jahr, Titel, Musiklabel, Platzierungen, Wochen, Auszeichnungen, Anmerkungen) | Höchstplatzierung, Gesamtwochen, AuszeichnungChartplatzierungen (Jahr, Titel, Musiklabel, Platzierungen, Wochen, Auszeichnungen, Anmerkungen) | Höchstplatzierung, Gesamtwochen, AuszeichnungChartplatzierungen (Jahr, Titel, Musiklabel, Platzierungen, Wochen, Auszeichnungen, Anmerkungen) | Anmerkungen                                                   |
| Jahr | Titel Musiklabel                                 | DE | AT | CH | UK | US | Anmerkungen                                                   |
| ---- | ------------------------------------------------ | --- | --- | --- | --- | --- | ------------------------------------------------------------- |
| 2004 | Get Lifted Getting Out Our Dreams (Sony BMG)     | — | — | CH65 (2 Wo.)CH | UK12 Platin · (50 Wo.)UK | US4 ×2Doppelplatin · (65 Wo.)US | Erstveröffentlichung: 28. Dezember 2004 Verkäufe: + 2.440.000 |
| 2006 | Once Again Getting Out Our Dreams (Sony BMG)     | DE33 (7 Wo.)DE | AT74 (1 Wo.)AT | CH12 (5 Wo.)CH | UK10 Silber · (8 Wo.)UK | US3 Platin · (39 Wo.)US | Erstveröffentlichung: 24. Oktober 2006 Verkäufe: + 1.227.500  |
| 2008 | Evolver Getting Out Our Dreams (Sony BMG)        | DE86 (1 Wo.)DE | — | CH36 (4 Wo.)CH | UK21 Silber · (3 Wo.)UK | US4 Platin · (31 Wo.)US | Erstveröffentlichung: 28. Oktober 2008 Verkäufe: + 1.090.000  |
| 2013 | Love in the Future Getting Out Our Dreams (Sony) | DE47 (2 Wo.)DE | AT67 (4 Wo.)AT | CH16 (29 Wo.)CH | UK2 Platin · (67 Wo.)UK | US4 ×2Doppelplatin · (91 Wo.)US | Erstveröffentlichung: 30. August 2013 Verkäufe: + 2.570.000   |
| 2016 | Darkness and Light Columbia Records (Sony)       | — | — | CH32 (9 Wo.)CH | UK35 (5 Wo.)UK | US14 (15 Wo.)US | Erstveröffentlichung: 2. Dezember 2016 Verkäufe: + 47.500     |
| 2020 | Bigger Love Columbia Records (Sony)              | — | — | CH30 (2 Wo.)CH | UK63 (1 Wo.)UK | US19 (2 Wo.)US | Erstveröffentlichung: 19. Juni 2020                           |
| 2022 | Legend Republic Records (UMG)                    | — | — | CH39 (1 Wo.)CH | — | US59 (1 Wo.)US | Erstveröffentlichung: 9. September 2022                       |

## Filmografie (Auswahl)
- 2008: Soul Men
- 2016: La La Land
- 2017: Master of None (Fernsehserie, Folge 2x05)
- 2018: Crow: The Legend[8]
- 2019: Zwischen zwei Farnen
- 2019: This Is Us (Fernsehserie, Folge 10X04)
- 2020: Jingle Jangle Journey: Abenteuerliche Weihnachten! (als Produzent)
- 2021: Die Mitchells gegen die Maschinen (Sprechrolle)

## Künstlerauszeichnungen
- Grammy Awards 2006:
  - Best New Artist
  - Best Male R&B Vocal Performance (Ordinary People)
  - Best R&B Album (Get Lifted)
  - Nominierungen für: Song of the Year (Ordinary People), Best R&B Song (Ordinary People); Best R&B Performance by a Duo or Group with Vocals (So High, featuring Lauryn Hill), Best Traditional R&B Vocal Performance (Stay With You), Best Rap/Sung Collaboration (They Say von Common featuring Kanye West & John Legend)

- Grammy Awards 2007:
  - Best Male R&B Vocal Performance (Heaven)
  - Best R&B Performance by a Duo or Group with Vocals (Family Affair, featuring Joss Stone)
  - Nominierung für: Best Male Pop Vocal Performance (Save Room)

- Oscarverleihung 2015:
  - Bester Song: Glory aus dem Film Selma (zusammen mit Common)

- Grammy Awards 2016:
  - Best Song Written for Visual Media: Glory (zusammen mit Common)

- Tony Awards 2017:
  - Beste Wiederaufnahme: Jitney (als Co-Produzent)

- Emmy Awards 2018:
  - Outstanding Variety Special (Live): Jesus Christ Superstar Live in Concert (als Produzent)

- Grammy Awards 2020:
  - Best Rap/Sung Collaboration: Higher (DJ Khaled featuring John Legend & Nipsey Hussle)